# Одд та морозні велетні
«Одд та морозні велетні» (англ. Odd and the Frost Giants) — коротка повість Ніла Геймана про хлопця на ім'я Одд, який зустрів скандинавських богів Локі, Одіна та Тора та допоміг їм позбутися Крижаного велетня, що захопив Асгард.

## Публікації
Твір написаний на основі скандинавської міфології та вперше опублікований з ілюстраціями Марка Букінгхема 3 березня 2008 року у британському видавництві «Блумбері» (видання здійснене в рамках Всесвітнього дня книги та авторського права). 22 вересня 2008 року «Гарпер Коллінс» опублікувало американську версію книги з ілюстраціями Бретта Гельквіста, а 2016 року з'явилося видання з ілюстраціями Крісса Рідделла. Станом на 2017 рік, окрім оригінальної англійської версії існує переклад книги італійською, португальською, французькою, турецькою, польською, російською, іспанською, німецькою, шведською, литовською, данською, валенсійською, китайською, бенгалі та фарсі.

## Сюжет
Під час затяжної зими, юний кульгавий хлопець на ім'я Одд зустрічає лиса, орла та ведмедя, а згодом дізнається, що це зовсім не прості звірі, а скандинавські боги — Локі, Одін та Тор, яких перетворив на тварин та вигнав з Асгарда Крижаний Велетень, який видав себе за красиву жінку та переконав Локі викрасти Торів молот, за допомогою якого йому, зрештою, й вдалося захопити місто богів разом із богинею Фрейєю та спричинити нескінченну зиму. Одд бере на себе завдання переконати Крижаного Велетня повернутися додому.

## Нагороди
2009 року книга принесла авторові номінацію на Всесвітню премію фентезі за найкращу повість та  Премію блогерів у галузі дитячої та підліткової літератури. 2010 аудіоверсія книги, яку начитав сам Ніл Гейман, здобула  премію «Ауді».